# DAI Global
DAI Global, LLC est une société de développement privée qui possède des bureaux dans plus d'une douzaine de pays, notamment à Bethesda (Maryland) aux États-Unis, à Londres et à Apsley (Hertfordshire) au Royaume-Uni, à Abuja et à Lagos au Nigeria, à Bruxelles, à Vienne et dans d'autres capitales européennes.
DAI opère dans le monde entier, avec une présence particulièrement forte en Amérique centrale, en Amérique du Sud, en Afrique, au Moyen-Orient, en Asie centrale, en Asie du Sud et dans la région Asie-Pacifique. Elle a travaillé dans 160 pays en développement et en transition dans les domaines de la gestion de l'eau et des ressources naturelles, de l'énergie et du changement climatique, de la gouvernance et de la gestion du secteur public, du développement du secteur privé et du financement du développement, de l'économie et du commerce, de l'agriculture et de l'agro-industrie, de l'atténuation des crises et des opérations de stabilité, de l'accélération numérique et de la santé mondiale.

## Clients
DAI compte parmi ses clients des agences de développement, des institutions de prêt internationales, des entreprises privées, des organisations philanthropiques et des gouvernements. Parmi eux : l'Agence des États-Unis pour le développement international, la Commission européenne, le Département du Développement international britannique, la Banque européenne pour la reconstruction et le développement, le Département de la Défense des États-Unis, ministère américain des affaires étrangères, la Millennium Challenge Corporation, l'Agence australienne pour le développement international (AusAid), la Banque mondiale, la Société financière internationale, la Fondation Bill et Melinda Gates, le Programme alimentaire mondial, la Banque asiatique de développement, ainsi que diverses entreprises privées et gouvernements.